# Flageolettton

Grundschwingung und Oberschwingungen einer Saite

Ein Flageolettton [ˌflaʒoˈlɛttoːn], kurz Flageolett genannt, englisch (string) harmonic (Abkürzung: Harm.), spanisch armónico (Abkürzung: arm.), ist ein meist auf einem Saiteninstrument erzeugter Ton bzw. Oberton, der durch die Anregung einer Oberschwingung als Teilschwingung der Saite entsteht und dessen Frequenz somit einem ganzzahligen Vielfachen der Grundfrequenz der Saite entspricht. Die Bezeichnung stammt vom flageolettähnlichen Klang dieser Töne auf der Violine.
Bei Saiteninstrumenten wie Violine oder Gitarre wird zur Erzeugung von Flageoletttönen ein Finger leicht auf einen der Saiten-Teilungspunkte 1 : 2, 1 : 3 usw. aufgesetzt, so dass nur diejenigen Oberschwingungen zustande kommen können, die an der betreffenden Stelle einen Schwingungsknoten haben, und dann der Ton (durch Streichen oder Anschlagen der Saite) erzeugt. Im Gegensatz zum festen Greifen (Verkürzung der schwingenden Länge der Saite) schwingt beim Flageolett bzw. der Flageoletttechnik die Saite als Ganze, also auch „hinter“ dem Finger (siehe →Abbildungen weiter unten).
Flageoletttöne kommen, wie bereits oben angedeutet, hauptsächlich bei Saiten-, beziehungsweise Streich- und Zupfinstrumenten (Violine, Bratsche, Cello, Kontrabass, akustische und elektronische Gitarre) als „Spezialeffekt“ vor. Auf anderen Instrumenten, wie dem Klavier, sind Flageoletts ebenfalls möglich, aber in der Spielpraxis doch deutlich seltener anzutreffen.
Hinsichtlich der Ausführbarkeit gilt: je höher das Flageolett, desto schlechter spricht es an und desto schwieriger ist es hervorzubringen. Im Jahr 1821 hatte Villeroi eine als Guitar-harmonica bezeichnete Gitarre konstruiert, die Flageoletttöne mittels einer Tastatur erzeugen kann.
Physikalisch entsprechen Flageoletttöne den Naturtönen bei Blasinstrumenten, die durch Überblasen erzeugt werden.

## Unterscheidung hinsichtlich Erzeugungsart

### Natürliches Flageolett
Ausgangspunkt ist die leere Saite. Notiert wird hier meist der Klang, da es zumeist nur eine mögliche Ausführung gibt, beziehungsweise bei mehreren möglichen Ausführungen dem Spieler die Auswahl überlassen werden kann. Darüber wird ein Kreis gesetzt, der andeutet, dass der entsprechende Ton durch (natürliches) Flageolett hervorzubringen ist. Wenn man den Griff notieren möchte, so muss man gegebenenfalls die Saite, auf der das natürliche Flageolett auszuführen ist, mit angeben. Der Ton des leicht aufgesetzten Fingers wird als rautenförmiger Notenkopf notiert.

### Künstliches Flageolett
Ausgangspunkt ist die fest gegriffene, griffverkürzte, Saite. Notiert werden der fest gegriffene Finger als normaler Notenkopf und der lose aufgesetzte Finger als rautenförmiger Notenkopf. Häufig wird der tatsächliche Klang in Klammern hinzugefügt. Künstliche Flageoletts bedürfen einer hohen Sorgfalt bei der Ausführung und sind aufgrund der komplexen Griffe schwerer zu erzeugen als natürliche Flageoletttöne.

### Plektrum-Flageolett bei der Gitarre
Dieses Flageolett wird im Gegensatz zu dem natürlichen Flageolett hauptsächlich mit der Anschlagshand ausgeführt. Wenn eine Saite mit einem Plektrum angespielt wird, dämpft man sie unmittelbar danach mit der Schlaghand wieder ab (zum Beispiel mit dem Daumenknöchel oder dem Mittelfinger). So können auch sehr hohe Flageoletts erzeugt werden. Mit der anderen Hand wird der erforderliche Grundton abgegriffen.
1962 experimentierte der Gitarrist Roy Buchanan erstmals auf solche Weise mit Pinchharmonics.

## Unterscheidung bezüglich gegriffenem Intervall
Je nachdem, welches Intervall zwischen dem Ausgangston und dem Ton liegt, der statt bei losem Finger-Auflegen bei festem Greifen erklingen würde, variiert die Höhe des an dieser Stelle erzeugten Flageoletttons:
Oktav-FlageolettDas Flageolett in der Oktave (1/2 Saitenlänge) erzeugt die gleiche Tonhöhe, als würde man den hohen Ton fest greifen.
Quint-FlageolettWird das Flageolett eine Quinte über dem (leeren oder gegriffenen) Ausgangston ausgeführt (1/3 Saitenlänge), so klingt das Ergebnis eine Duodezime (= Oktave plus Quinte) über dem Ausgangston.
Quart-FlageolettWird das Flageolett eine Quarte über dem (leeren oder gegriffenen) Ausgangston ausgeführt (1/4 Saitenlänge), so klingt das Ergebnis eine doppelte Oktave über dem Ausgangston.
Terz- oder Sext-Flageolett (groß)Wird das Flageolett eine große Terz oder große Sexte über dem (leeren oder gegriffenen) Ausgangston ausgeführt (1/5 oder 2/5 Saitenlänge), so klingt das Ergebnis eine doppelte Oktave plus eine große Terz über dem Ausgangston.
Terz-Flageolett (klein)Wird das Flageolett eine kleine Terz über dem (leeren oder gegriffenen) Ausgangston ausgeführt (1/6 Saitenlänge), so klingt das Ergebnis eine doppelte Oktave plus eine Quinte über dem Ausgangston.

## Spezielle Anwendungen

### Spieltechnische Erleichterung
Natürliche Flageoletts mit einem Abstand von mehr als einer Oktave zur leeren Saite klingen zwar nicht in allen, aber in vielen Fällen wie die fest gegriffenen Töne. Da die Flageolett-Töne jedoch besser „anspringen“ und auch bei leicht ungenauem Greifen noch richtig klingen, werden sie bei schwierigen Streicherpassagen in hoher Lage häufig zur spieltechnischen Erleichterung benutzt.

### Darstellung reiner Intervalle bei Bundinstrumenten
Da die erklingenden Tonhöhen Teil der Naturtonreihe sind, weichen sie von der üblichen gleichschwebenden Stimmung mehr oder weniger ab. Ein Terzflageolett klingt beispielsweise 14 Cent tiefer als die fest gegriffene große Terz. Mit Flageoletttönen können somit auch auf Bundinstrumenten (Gitarre oder Gambe) Tonfolgen in reiner Stimmung gespielt werden.

### Flageolett-Glissando
Ein besonderer Effekt ist das Flageolett-Glissando, bei dem – anders als beim fest gegriffenen Glissando – nicht alle Töne, sondern nur die Obertöne der jeweiligen leeren Saite zum Klingen gebracht werden.
Eine besonders eindrucksvolle Anwendung dieses Effekts findet sich in Strawinskis Ballett Der Feuervogel, wo er in der Einleitung zur atmosphärischen Schilderung des Zauberwaldes eingesetzt wird.

### Stimmhilfe
Flageoletttöne können gut zum Stimmen von (insbesondere tieferen) Saiteninstrumenten wie etwa Gitarre, E-Bass, Cello und Kontrabass genutzt werden. Dazu wird ein geeigneter natürlicher Flageolettton zugleich mit dem Grundton einer anderen, höheren leeren Saite gespielt und verglichen. Eine Abweichung zwischen den Tonhöhen ist dann durch Schwebungen klar hörbar.

## Darstellung von Flageoletttönen bei der Gitarre
Die folgende Zeichnung zeigt verschiedene natürliche Flageoletts auf der A-Saite der Gitarre im Vergleich zu einfach gegriffenen Saiten.
Die „Berechnungen“ sind nicht formal richtig aufgeschrieben, sondern stellen lediglich eine vereinfachte Kurzschrift dar. Additionen beziehen sich hier auf die Bünde und Divisionen auf das Teilungsverhältnis der Saite. Die Ziffern 8 und 8 weisen auf Oktavsprünge hin.